# Uí Máil
Les Uí Máil sont une lignée dynastique royale du Leinster. Ils sont réputés être issus de Maine Mál, le frère du légendaire Ard ri Erenn Cathair Mór. Les Uí Máil sont la dynastie dominante du royaume de Leinster au VIIe siècle avant d'être supplantés par les Uí Dúnlainge et de se retirer à l'est de plaine de la rivière Liffey au VIIIe siècle. On les trouve ensuite le long des contreforts ouest des Montagnes de Wicklow où le Glen of Imaal, dénommé d'après eux semble avoir été le centre de leur pouvoir territorial.
Les rois de Leinster issu des Ui Mail sont:
- Áed Dibchine mac Senaig († 593) [2]
- Crimthann mac Áedo,  († 633)
- Fiannamail mac Máele Tuile,  († 680)
- Cellach Cualann mac Gerthidi,  († 715)

Finamnail est l'ancêtre des Uí Théig (O'Tighe) qui occupe le nord du domaine des Uí Máil juste à l'ouest des montagnes de Wicklow pendant que Cellach Cualann est l'ancêtre des Uí Ceallaig Cualann (O'Kelly) à la frontière entre comté de Dublin et le comté de Wicklow dans les contreforts des montagnes de Wicklow. La région de Cuala est désignés fréquemment comme le pied des collines du sud de Dublin.

## Généalogie
La généalogie des Uí Máil se trouve dans le « Manuscrit de Rawlinson ».
Cellaig Cualann (c'est-à-dire le roi Cellach Cualann mac Gerthidi) m. Gerthide m. Dicolla Dánae m. Ronáin Craich m Áeda Dibchine (roi de Laigin) m Senai Dibich m. Cárthind Muaich m. Eterscéla m. Oengussa Ailche m. Fergusa Forcraid m. Tuathail Tigich m. Maine Máil m. Feidlmid Fir Aurglais m. Corbmaic Gelta Gáeth m. Niad Cuirb (Nia Corb) m.  Con Corb (Cu Corb) .

## Articles liés
- Liste des rois de Leinster
- Leinster